# Pieter de Vos l'Ancien
Pour les articles homonymes, voir Vos.
Pieter de Vos l'Ancien, ou Pieter I de Vos est un peintre flamand de portraits et marchand d'art, né à Leyde en 1490 et décédé à Anvers en 1566. 

## L'Œuvre peint
- Portrait d'Isabelle de Renesse, signé et daté 1560[1].